# Ivan Lindhé

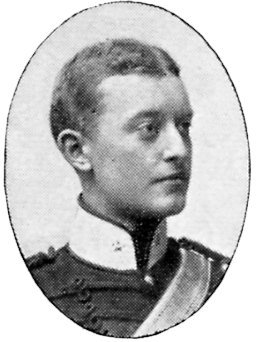
Ivan Lindhé.

Nils Ivan Thord Lindhé, född 13 juni 1875 i Norrköping, död 23 juli 1954 i Stockholm, var en svensk officer och porträttmålare.
Lindhé studerade vid Konstakademien i Stockholm. Han var under tolv år verksam i London som porträttör, i Paris tre år och i USA sju år. Lindhé är representerad vid bland annat Kalmar konstmuseum, Norrköpings konstmuseum, och Livrustkammaren. Han är begravd på Säbrå kyrkogård.